# Eocuma foveolatum
Eocuma foveolatum är en kräftdjursart som beskrevs av Francis Day 1978. Eocuma foveolatum ingår i släktet Eocuma och familjen Bodotriidae. Inga underarter finns listade i Catalogue of Life.